# Nindorf (bei Meldorf)

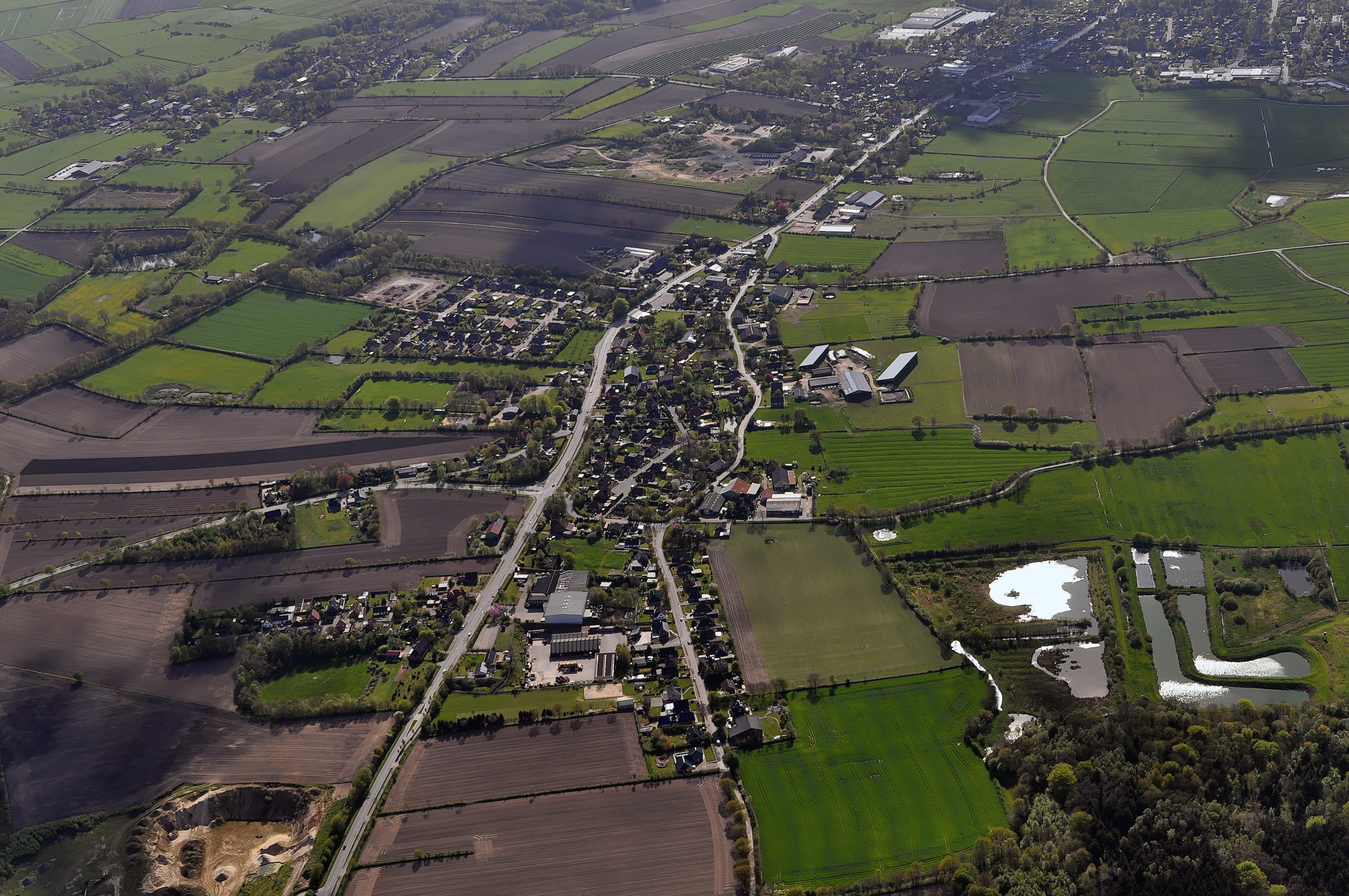
Luftbild (Mai 2012)

Nindorf ist eine Gemeinde im Kreis Dithmarschen in Schleswig-Holstein.

## Geografie

### Geografische Lage
Das Gemeindegebiet von Nindorf erstreckt sich östlich von Meldorf am südlichen Quellarm der Miele (der Südermiele) im Bereich der Landschaft Heide-Itzehoer Geest (Haupteinheit Nr. 693).

### Gemeindegliederung
Die Gemeinde Nindorf besteht aus dem namensgebenden Dorf und dem Ortsteil Farnewinkel, welcher an der im Dorf abzweigenden Landesstraße 327 in Richtung Krumstedt liegt.

### Nachbargemeinden
Nachbargemeinden von Nindorf sind (im Uhrzeigersinn im Nordwesten beginnend) die Stadt Meldorf und die Gemeinden Bargenstedt, Krumstedt und Wolmersdorf.

## Geschichte
Am 1. April 1934 wurde die Kirchspielslandgemeinde Südermeldorf-Geest aufgelöst. Alle ihre Dorfschaften, Dorfgemeinden und Bauerschaften wurden zu selbständigen Gemeinden/Landgemeinden, so auch Nindorf.
Am 1. Januar 1974 wurde die bis dahin selbständige Gemeinde Farnewinkel in die Gemeinde Nindorf eingegliedert.

## Politik

### Gemeindevertretung
Bei der Kommunalwahl am 14. Mai 2023 wurden insgesamt elf Sitze vergeben. Von diesen erhielt die Allgemeine Kommunale Wählervereinigung Nindorf sieben Sitze und die Kommunale Wählergemeinschaft Nindorf vier Sitze.

### Wappen
Blasonierung: „Von Grün und Gold in Bogenteilung zum Schildhaupt mittig geteilt, oben über einen schmalen silbernen Bogenbalken drei silberne Haussilhouetten nebeneinander, unten eine grüne Boßelkugel mit silbernen Punkten zwischen zwei grünen Farnwedel.“
Die Gemeinde liegt am Rande der Dithmarscher Geest, im Übergangsbereich zur Dithmarscher Marsch. Die Farben Gelb und Grün beziehen sich auf die naturräumliche Lage. Die Farbe Grün weist zugleich auf die Bedeutung der Landwirtschaft hin. Der Ortsname Nindorf leitet sich her von Nindorf = tom nigen dorpe = zum neuen Dorf. Die drei Häuser im Schildhaupt sollen dieses symbolisieren. Der Ortsname Farnewinkel lässt sich als „Winkel im oder am Farn“ deuten. Das Farnkraut im Schildfuß soll diesen Ortsteil symbolisieren. Die bogenförmige Schildteilung weist auf eine Erhebung in Nindorf, den Engelsberg , hin, der als Naturdenkmal eingetragen ist. Der gekrümmte silberne Balken bezieht sich auf die Lage der Gemeinde am Ochsenweg. Die Boßelkugel weist auf eine Freizeitsportart hin, die in Nindorf eine lange Tradition hat.

## Wirtschaft und Infrastruktur
Die Wirtschaft in der Gemeinde Nindorf ist von der Urproduktion der Landwirtschaft geprägt. Auf einem ehemaligen landwirtschaftlichen Betrieb wurde der Wallach Meteor (Name bei Geburt:  Moritz) geboren. In der Zeit des beginnenden 21. Jahrhunderts waren im Ort insgesamt drei Milchbauern (mit etwa 160 Kühen), ein Rindermastbetrieb, sowie ein Gemüsebauer mit Direktvermarktung vom Hof ansässig. Ergänzt wurde der primäre Sektor um Gewerbe- und Dienstleistungsbetriebe aus den Branchen Kiesabbau, Transport- sowie Baugewerbe.
Durch das Gebiet der Gemeinde verläuft die Bundesstraße 431 zwischen Meldorf und Albersdorf. Im Bereich des Dorfes zweigt nach Süden die schleswig-holsteinische Landesstraße 327 ab.

## Söhne und Töchter der Gemeinde
- Walter Oesau (1913–1944), Jagdflieger